# Indice d'ester
L'indice d'ester d'un lipide est la masse d'hydroxyde de potassium (KOH), exprimée en milligrammes, nécessaire pour saponifier les acides gras estérifiés contenus dans un gramme de corps gras.
L'indice d'ester est égal à l'indice de saponification pour les glycérides purs. Il permet de déterminer la masse molaire (donc la structure) des glycérides.
Cet indice n'est pas mesuré, il est calculé :
Indice d'ester = indice de saponification – indice d'acide.